# Королева чардаша (фильм)
«Королева Чардаша» — немецкий музыкальный кинофильм 1951 года. Цветной.

## Создатели фильма
Режиссёр: Георг Якоби.
На основе оперетты Имре Кальмана Королева чардаша.
Либретто: Лео Штайн, Бела Йенбах.
Авторы сценария: Б. Е. Лютге, Георг Якоби.

## В ролях
- Марика Рёкк — Сильва Вареску
- Йоханнес Хестерс — Эдвин фон Вальдесхайм
- Вальтер Мюллер — Бони (Бонифаций)
- Губерт Маришка — Ферри
- Жанетт Шульце — Стаси
- Франц Шафхайтлин — князь Леопольд, отец Эдвина
- Маргаретt Слезак — Матильда, мать Эдвина.

## Сюжет
Любовь настолько сильное чувство, что социальные различия для неё не столь уж и существенное препятствие. Если это — настоящая любовь.
Осовремененный (для середины XX века) вариант классического сюжета о любви, преодолевающей сословные препоны.
Случайная встреча в сицилийских горах после бурного столкновения с «разбойниками» стала роковой для Сильвы и Эдвина. Кто бы мог подумать, что между певицей варьете и потомственным дворянином, начавшим блестящую военно-дипломатическую карьеру, может возникнуть любовь? Но так случилось! И сейчас Эдвин готов на самые безумные поступки, лишь бы добиться своей цели — жениться на Сильве. И пусть родители против, пусть будет расторгнута помолвка с другой девушкой — ради любви можно идти на любые жертвы!